# كوكوت

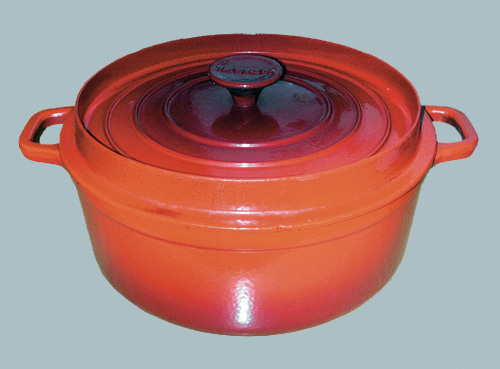
كوكوت من الحديد الزهر

كوكوت: Eine Kokotte  (من كوكوت فرنسي «دجاج») قدر أو طنجرة غير قابلة للاحتراق تستخدم بطهي الطعام وقلي الطعام ببطأ. وهي في الأغلب مرسوم عليها ومزخرفة. كوكت مصنوعة من البورسلان أو من الخزف، نادرا ما تكون مصنوعة من الحديد الزهر. الاسم الأصلي مستمد من طهي الدجاج بالغلي البطي.
في المطاعم، يتم استخدام كوكوت صغير، التي يتم فيها تحضير وتسخين ومن ثم تقديم الأطباق مثل الدجاج أو الشوربات أو اليخنات وتجلب أحيانأ إلى الطاولة للتقديم. في أثناء ذالك أو أثناء التقديم تكون الكوكوت ساخنة جداً، نظرًا لأن الكوكوت يكون ساخنًا جدًا، يتم تقديمه عادةً على طبق خدمة أو لوحة (مسطحة) مناسبة أو لوح خشبي.
في وصفات الطبخ، عادة ما يكون مصطلح «كوكوت» مرادفًا لـ "Auflaufform" وعاء مقاوم للحرارة ويستخدم للطبخ.